# Energiebällchen
Energiebällchen, auch Energiekugeln, Energy Balls oder Müslikugeln genannt, sind Konfekte aus Trockenobst und weiteren Zutaten wie Nüssen, Getreideprodukten (z. B. Haferflocken), Rohrzucker, Rübensirup oder Honig. Die Zutaten werden miteinander verknetet und üblicherweise noch in Sesamkörnern oder Kokosraspeln gewälzt.
Energiebällchen wurden als an der Vollwerternährung angelehnte Alternative zu herkömmlichen Süßigkeiten wie Schokoriegeln u. ä. entwickelt, bestehen deshalb in der Regel aus Produkten aus ökologischer Landwirtschaft und enthalten keinen raffinierten Zucker. Erhältlich sind sie in Bioläden, können aber auch ohne großen Aufwand selbst hergestellt werden.
Durch ihre Zutaten und den geringen Wassergehalt sind Energiebällchen besonders reich an Kohlenhydraten, insbesondere Zucker, und können daher den Blutzuckerspiegel ähnlich schnell anheben wie andere Süßigkeiten.